# Kilsviken

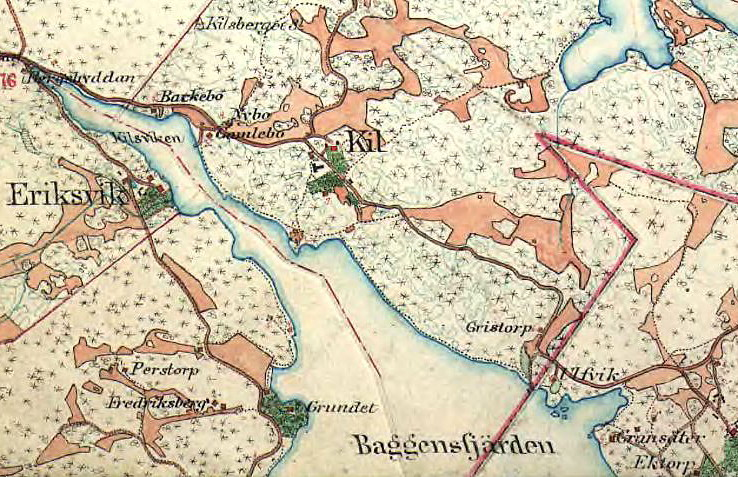
Kilsviken och Kils gård 1901.

Kilsviken är en havsvik av Baggensfjärden i Stockholms inre skärgård i kommundelen Boo, Nacka kommun.
Kilsviken är uppkallad efter Kils gård som omnämns i skriftliga källor redan år 1324. Viken sträcker sig cirka 1 100 meter inåt land och hängde en gång ihop med Halvkakssundet via Sågsjön, innan landhöjningen bröt förbindelsen. Längs vikens inre del sträcker sig den gamla landsvägen mot Gustavsberg, idag kallad Värmdövägen. Där står även en kvartsmilstolpe som anger avståndet till Stockholms slott till 1¾ mil.
Längst in i viken ligger idag Kilsvikens båtklubb och en badplats. På samma sida märks Eriksviks gård vars huvudbyggnad uppfördes kring sekelskiftet 1800 för köpmannen Erik Widberg. Nuvarande utseende i schweizerstil fick huset vid en ombyggnad på 1860-talet. 
Längst ut, vid Baggensfjärden, finns rester efter Kils fiskeläge, Fiskartorpet. Det bestod av en timrad enkelstuga med brygga och sjöbod som beboddes ända till 1970-talet. I slutet av 1970-talet försvann den under Kilsbron, en motorvägsbro för Värmdöleden. Numera återstår bara en fallfärdig jordkällare och några trasiga fiskebåtar på land.

## Bilder

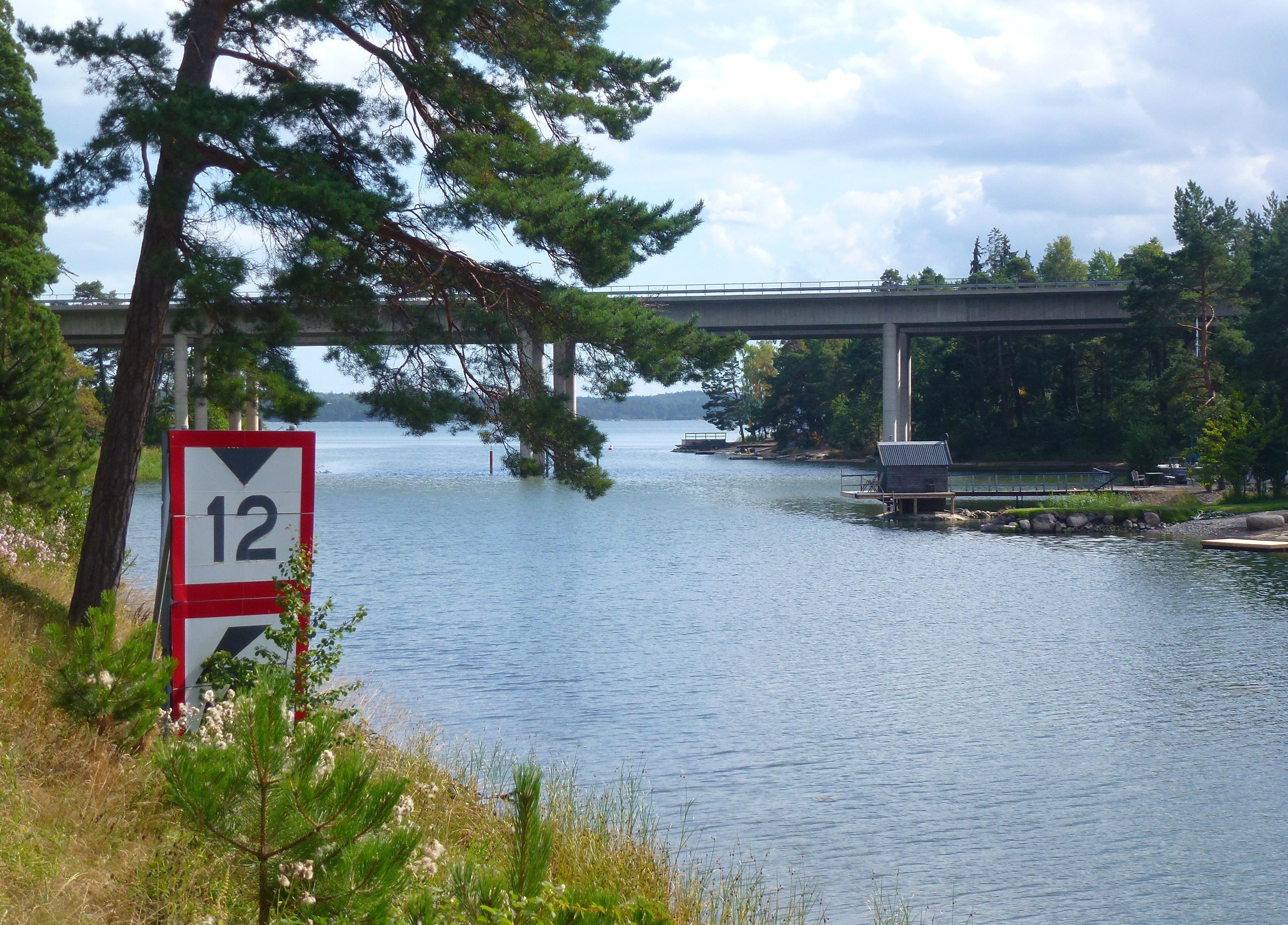
Kilsviken och Kilsbron 2015.
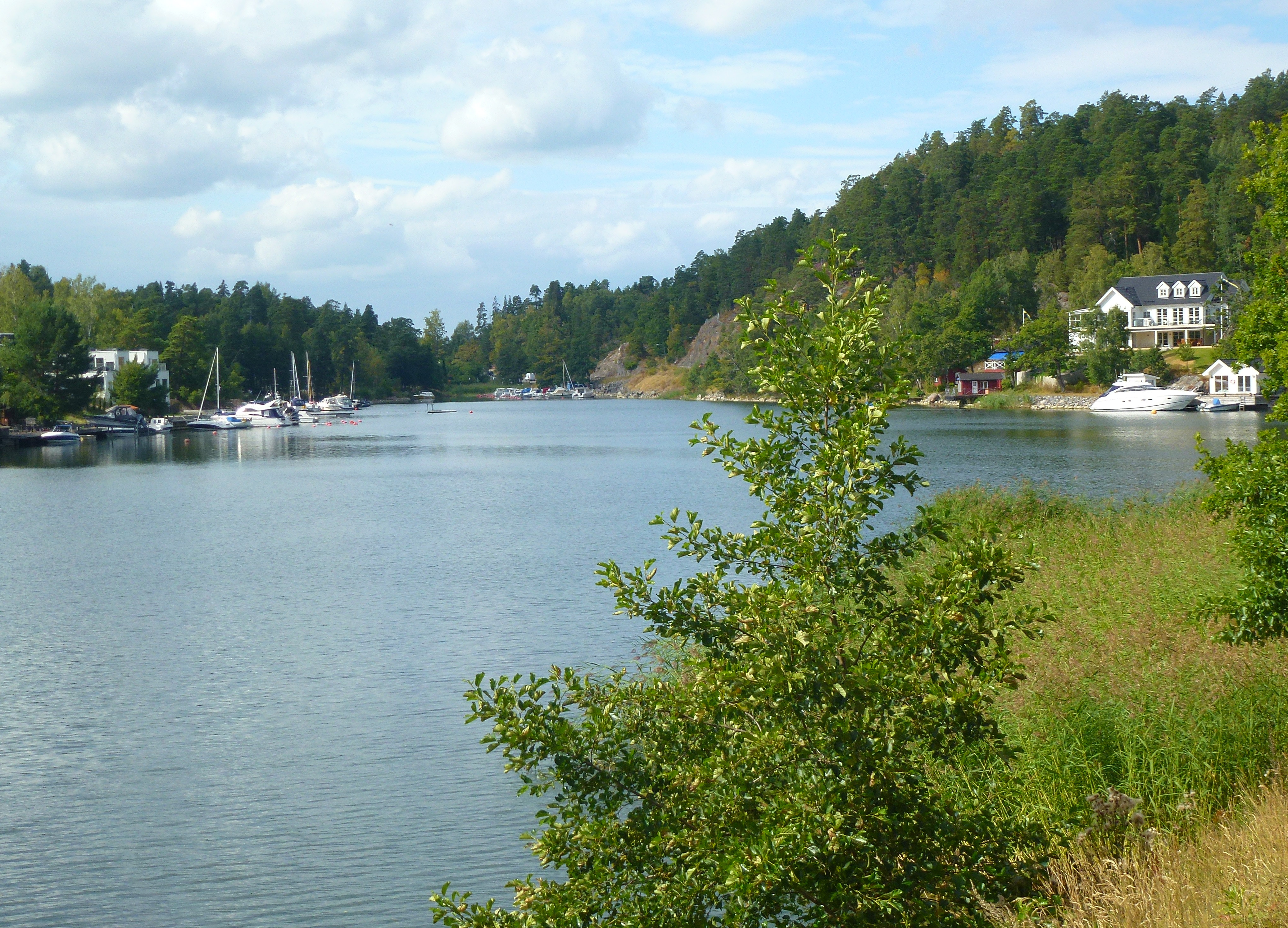
Kilsviken, vy inåt land.
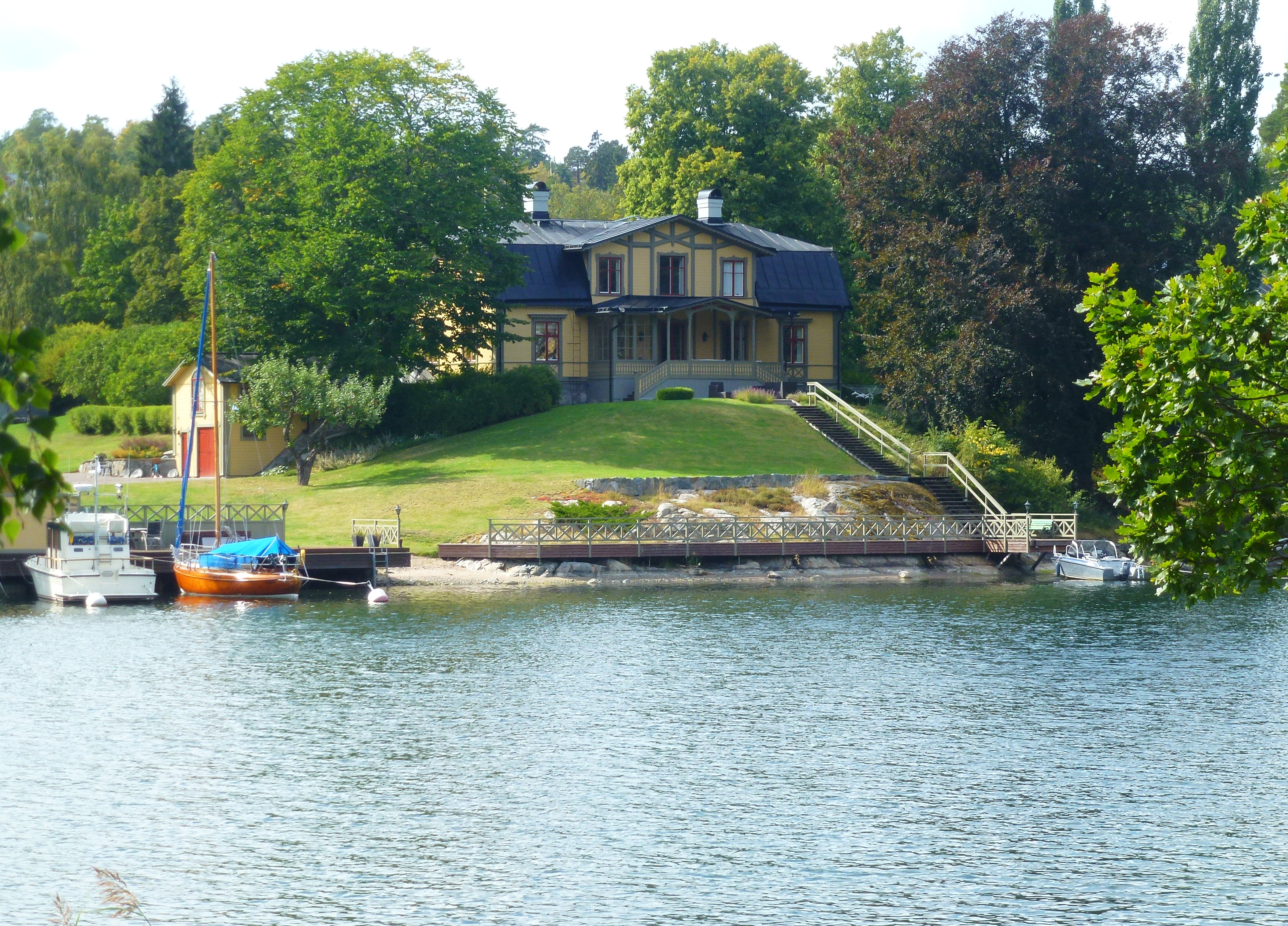
Eriksviks gård från 1800-talets början.
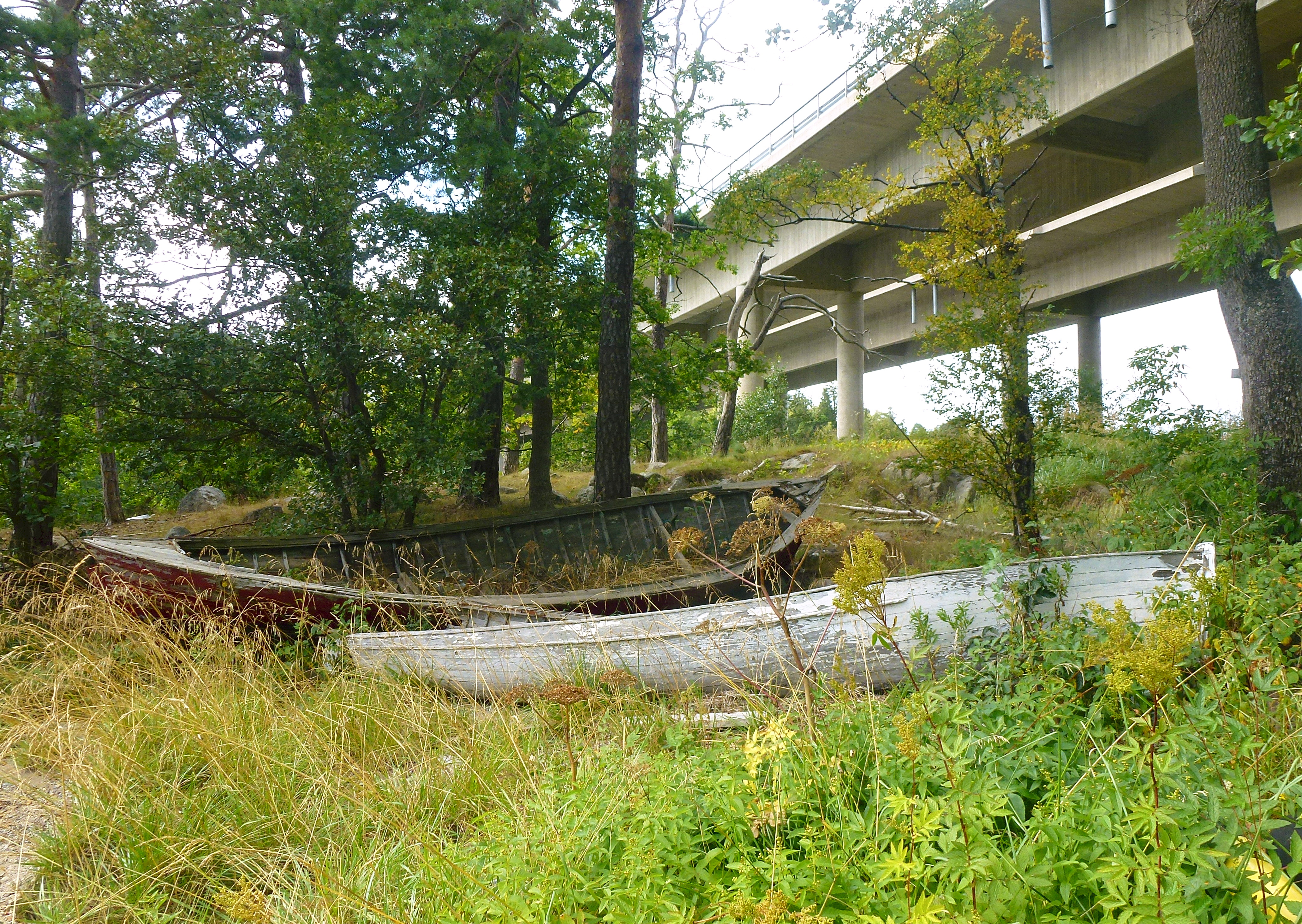
Resterna efter Kils fiskeläge.